# Viktor Noring
Viktor Noring est un footballeur suédois, né le 3 février 1991 à Malmö en Suède. Il évolue en à Landskrona BoIS au poste de gardien de but.

## Biographie
Viktor Noring joue 77 matchs en première division suédoise avec le club de Trelleborgs FF.
Le 22 janvier 2011, il reçoit une sélection en équipe de Suède (non officielle), contre l'équipe B d'Afrique du Sud.

## Palmarès
- Champion du Danemark de D2 en 2016 avec Lyngby